# Chilecito (La Rioja)
Chilecito is een plaats in het Argentijnse bestuurlijke gebied Chilecito in de provincie Provincia de La Rioja. De plaats telt 29.453 inwoners.

## Geboren
- Cristian Leiva (26 september 1977), voetballer

## Galerij

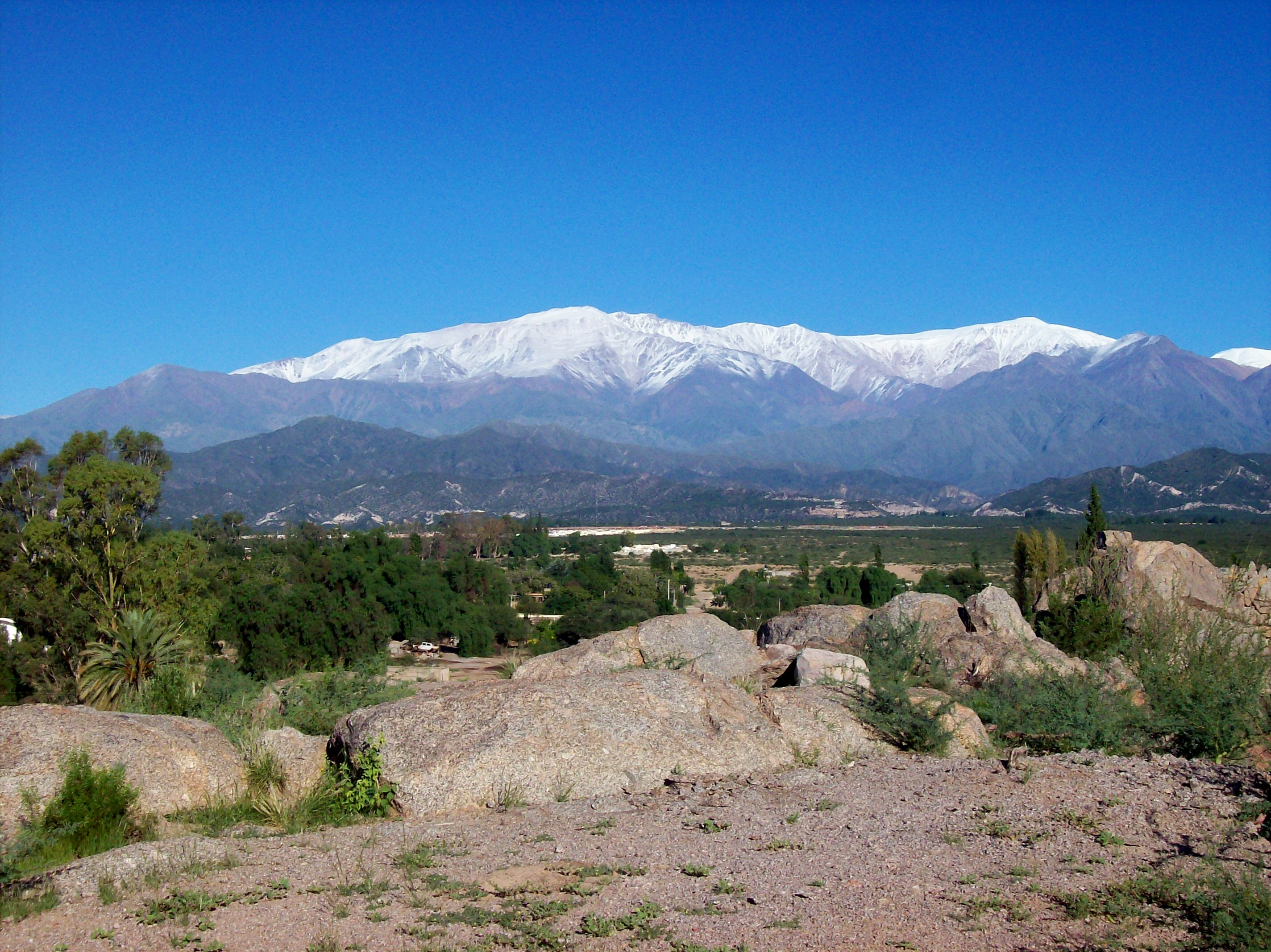
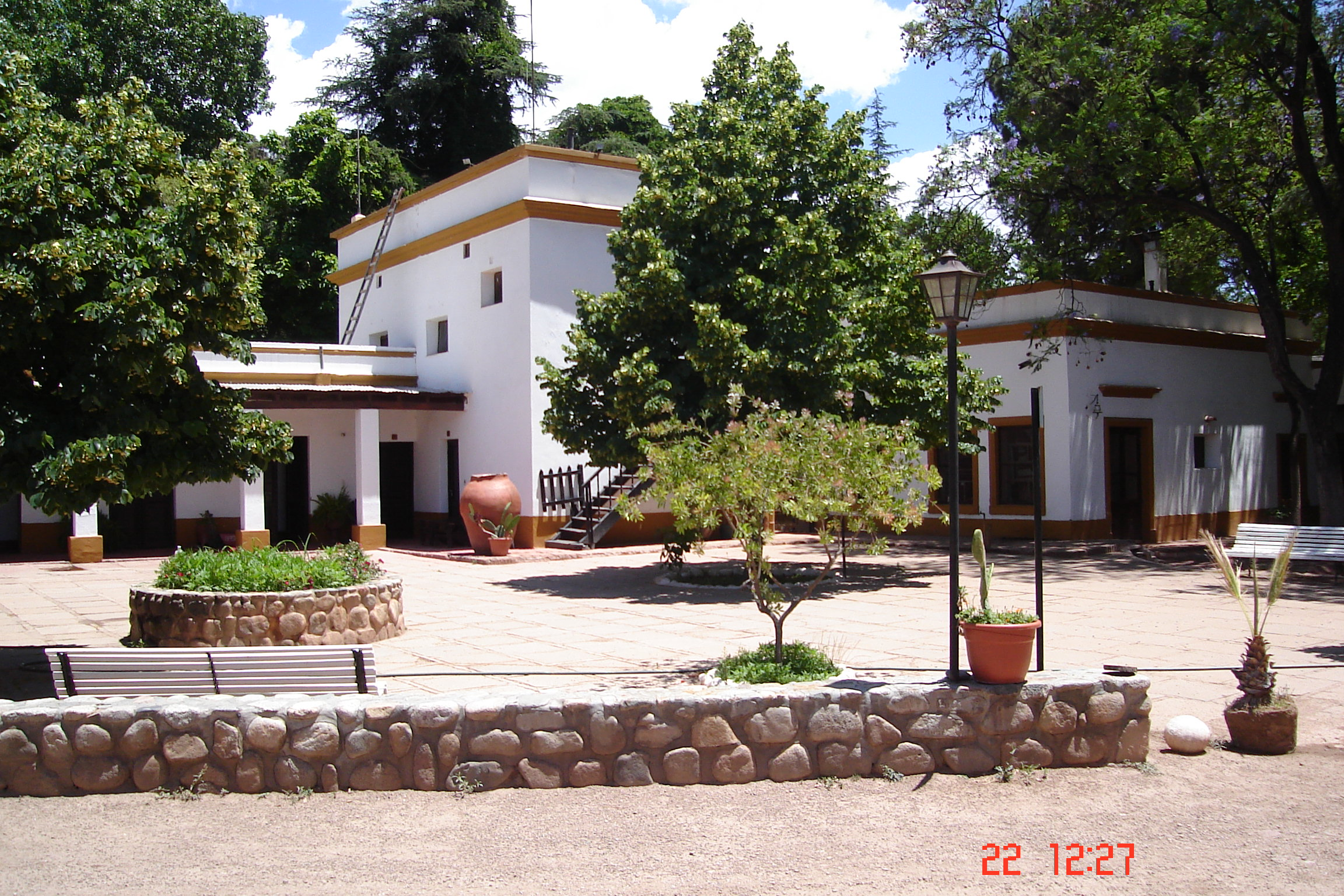
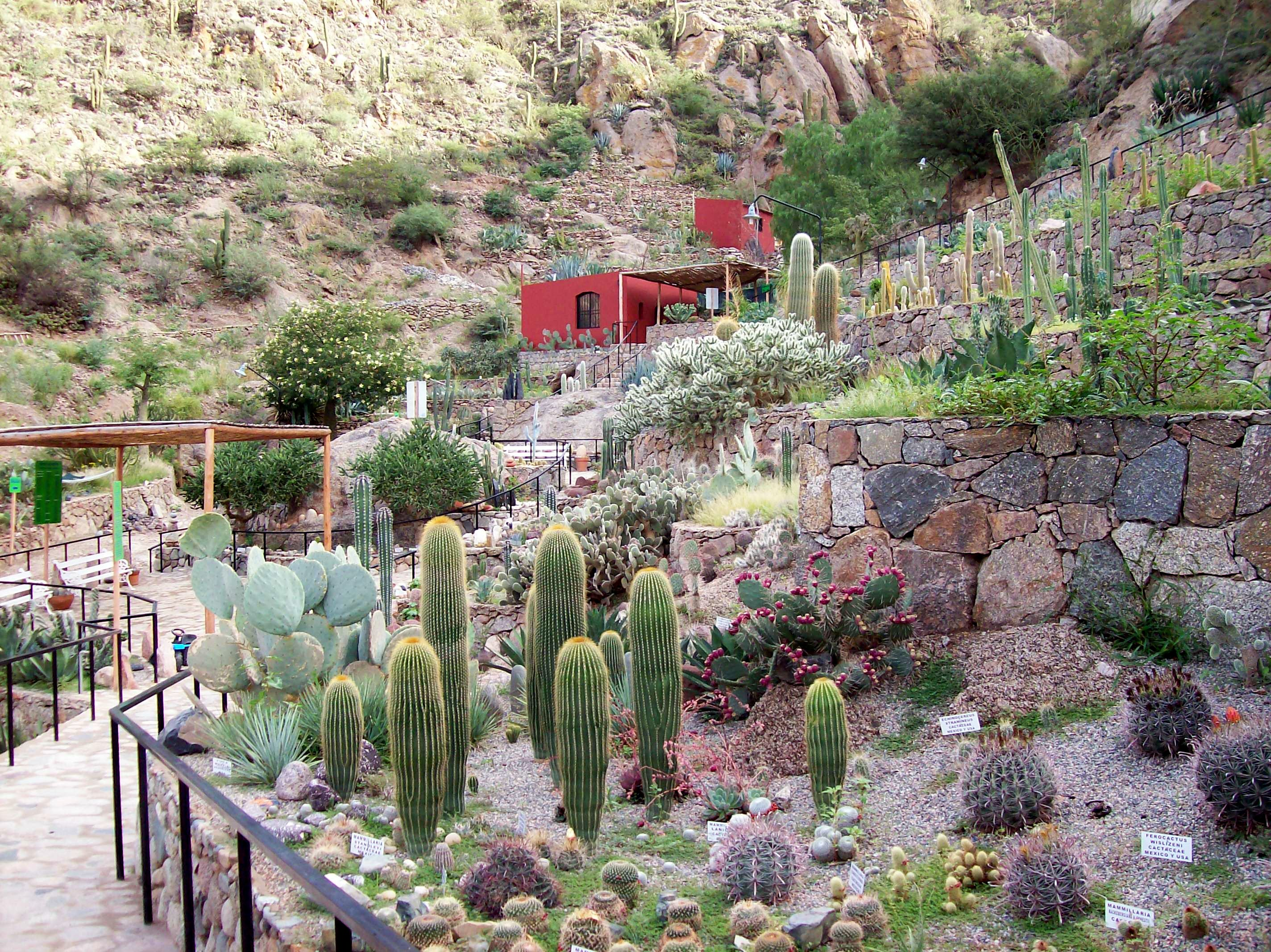
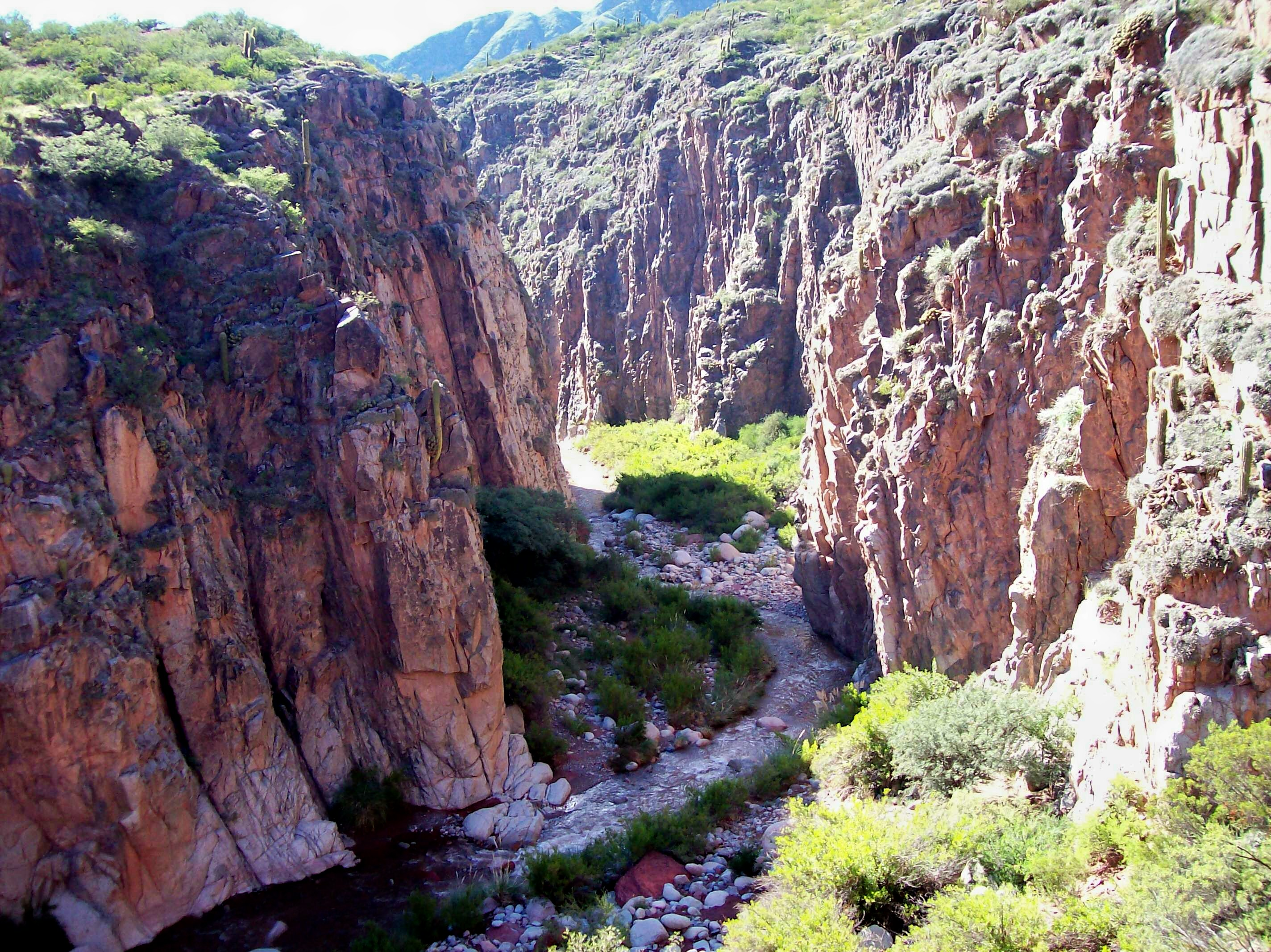
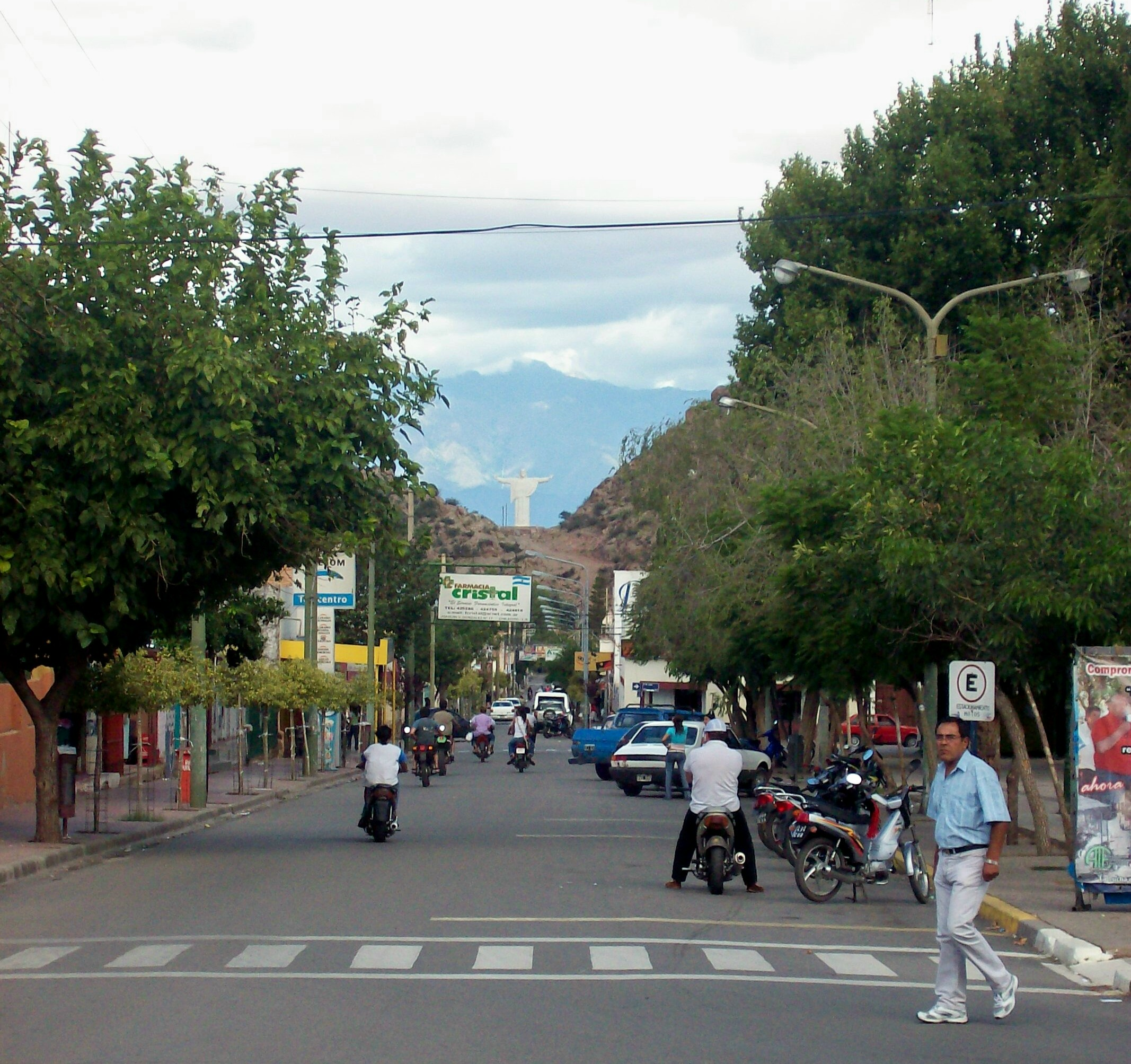